# Theodor M. Stoenescu
Theodor M. Stoenescu (n. 23 septembrie 1860, Brăila – d. 1919, București) a fost un scriitor român. A debutat în gruparea lui Alexandru Macedonski, colaborând la „Literatorul” (1880 - 1885). A înființat „Revista literară” (1885). 
A scris proză („Nuvele”, 1885), versuri („Poezii”, 1883; „Zile negre”, 1888, etc.) și mici piese de teatru („Însurătoarea”, 1897) etc.
A tradus din Voltaire, Musset, Byron, Petőfi Sándor etc. A localizat și adaptat drame și comedii. 
Animator cultural, a înființat un conservator particular de muzică și artă dramatică și a publicat, în 1913, un curs de dicție.

## Operă

### Proză
- Nuvele, 1885

### Versuri
- Poezii, 1880/1883
- Zile negre, 1888

### Piese de teatru
- Nunta neagră, 1883
- Însurătoarea, 1897

### Traduceri
- Manfred de Lord Byron
- Corsarul de Lord Byron
- Mazeppa de Lord Byron

### Alte
- Decepții
- Curs de Dicție, 1913

## Volume
- Corbea, Brașov, 1882
- Poezii, prefață de Alexandru Macedonski, București, 1883
- Nunta neagră, București, 1883
- Nuvele, București, 1884
- Nopți albe, București, 1887
- Sofia, București, 1887
- Zile negre, București, 1888
- Drăgușin haiducul, București, 1892
- Ștefan cel Mare, Brașov, 1892
- Poezii, București, 1892
- Aron Vodă cel Cumplit, Brașov, 1893
- Nuvele, București, 1894
- Însurătoare, București, 1897
- Poezii, București, 1897
- Nopți albe (1880-1897), București, 1898
- Nuvele, București, 1898

### Traduceri
- Francois Coppee, Alfred de Lamartine, Alfred de Musset, în Poezii, București, 1883
- Charles Aubert, Pe malul Ivetului, București, 1886
- Elena Văcărescu, Alphonse Daudet, Maurice Rollinat, Armand Silvestre, Eugene Manuel, Alphonse de Lamartine, Lord Byron, Jean Berge, Paul Deroulede, Bertha Galeron, Andre Chenier, Sully Prudhomme, Petofi Sandor, în Nopți albe, București, 1887
- Alfred de Musset, La ce visează fetele, în Zile negre, București, 1888
- Carmen Sylva, Pablo Domerrich, București, 1889
- Voltaire, J. Fr. Regnard, Byron, Francois Ponsard, în Teatru, București, 1896
- Alfred Vacquerie, Ades bărbatul schimbă, București, 1896
- E.A. Poe, Alphonse Karr, I.S. Turgheniev, Guy de Maupassant, Humbert de Gallier, Carmen Sylva, în Nuvele, București, 1898
- C. Flammarion, Astronomia populară, București, 1900